# 27 juillet
Pour les articles homonymes, voir Vingt-Sept-Juillet.
27 juin 27 août
Chronologies thématiques
- Croisades
- Ferroviaires
- Sports
- Disney
- Anarchisme
- Catholicisme

Abréviations / Voir aussi
- (° 1852) = né en 1852
- († 1885) = mort en 1885
- a.s. = calendrier julien
- n.s. = calendrier grégorien
- Calendrier
- Calendrier perpétuel
- Liste de calendriers
- Naissances du jour

Le 27 juillet est le 208e jour de l'année du calendrier grégorien, 209e lorsqu'elle est bissextile, il en reste ensuite 157.
Son équivalent était généralement le 9 thermidor du calendrier républicain / révolutionnaire français, officiellement dénommé jour de la mûre [de ronce(s)].

## Événements

### XIIIesiècle
- 1214 : Le Dimanche de Bouvines (cf. ouvrage éponyme de M. le professeur Georges Duby au XXe siècle), le roi Philippe II de France dit l'Auguste est victorieux de Jean d'Angleterre dit sans terre lors de la bataille des mêmes nom et endroit.

### XIVesiècle
- 1302 : victoire d'Osman Ier sur Michel IX Paléologue, à la bataille de Bapheus, lors des guerres turco-byzantines.
- 1309 : le roi de Castille, Ferdinand IV, rompt la trêve qu'il avait signée avec celui de Grenade, Muhammad III, et assiège Algeciras.

### XVesiècle
- 1447 : Jacques Cœur, grand argentier du roi Charles VII, est l'instigateur d'une ordonnance décidant, pour la première fois depuis 1370, la frappe de pièces d'argent de bon aloi, à 92 % d'argent fin, ce qui crée de la sorte ce que l'on a appelé le « Gros de Jacques Cœur ».

### XVIesiècle
- 1563 : lors des guerres de religion, les Français réoccupent Le Havre, dont la garnison anglaise est décimée par la peste, une maladie qu'elle introduira dans son pays à son retour.

### XVIIesiècle
- 1605 : fondation de Port-Royal, en Acadie, colonie française en Amérique du Nord. Les Français sont les premiers Européens à s'implanter dans ce qui est devenu depuis le Canada, ouvrant ainsi la voie à la création d'un empire colonial français.
- 1610 : le tsar Vassili IV est renversé.
- 1656 : Spinoza est frappé par un herem (excommunication) de la communauté juive
- 1675 : la mort du maréchal de Turenne, à la bataille de Salzbach (Allemagne), achève le cycle des grandes victoires françaises, contre les armées de la Triple alliance de La Haye.
- 1689 :
  - les Iroquois massacrent des colons canadiens français à Lachine, près de Montréal.
  - la bataille de Killiecrankie est un épisode de la seconde révolution anglaise, qui opposa les clans des Highlands, soutenant le roi Jacques VII d'Écosse, aux troupes gouvernementales partisanes de Guillaume d'Orange, de Nassau et d'Angleterre.
- 1694 : fondation de la Banque d'Angleterre.

### XVIIIesiècle
- 1789 : les ouvriers de Montmartre se répandent armés dans la plaine de Saint-Denis, détruisant les blés.
- 1792 : fin de la guerre russo-polonaise de 1792.
- 1793 : bataille de Marmelade, pendant la Révolution haïtienne.
- 1794 (9 thermidor an II) : chute et arrestation de Maximilien de Robespierre.
- 1795 : l'Espagne signe la paix avec la France, et lui cède la partie de l'île d'Hispaniola qu'elle occupait (actuelle Haïti).

### XIXesiècle
- 1823 : combat de Campillo de Arenas, durant l'expédition d'Espagne.
- 1830 : insurrection de Paris, première journée des « Trois Glorieuses », baptisées ainsi par Honoré de Balzac en 1847.
- 1839 : la guerre de l'Opium éclate, entre la Chine et l'Angleterre, après saisie et destruction par les autorités chinoises d'importations anglaises d'opium.
- 1848 :
  - à la demande de la Turquie, la Russie intervient dans les principautés du Danube, pour réprimer des soulèvements en cours.
  - la bataille de Custoza s'achève par une victoire autrichienne, pendant la première guerre d'indépendance italienne.
- 1884 : le divorce est rétabli en France.
- 1894 : le régent de Corée déclare la guerre à la Chine, poussé par les Japonais (première guerre sino-japonaise).

### XXesiècle
- 1915 : une révolution éclate en Haïti.
- 1917 : la loi française instituant les pupilles de la nation (enfants de soldats morts pour la patrie, essentiellement) est adoptée à l'unanimité (contexte de la grande guerre).
- 1933 : massacre de chrétiens assyriens en Irak.
- 1941 : l'Armée impériale japonaise, qui stationne depuis l'année précédente au Tonkin, installe ses troupes dans l'ensemble de l'Indochine française (front pacifique de la seconde guerre mondiale).
- 1953 : signature à Panmunjeom, de l'armistice qui marque la fin de la guerre de Corée.
- 1954 : l'Égypte et la Grande-Bretagne se mettent d'accord sur les modalités d'une rétrocession aux Égyptiens de la zone du canal de Suez, que les Britanniques contrôlaient depuis 72 ans.
- 1965 : l'aviation américaine effectue ses premières attaques contre des rampes de missiles sol-air, au Nord-Vietnam.
- 1974 : durant le scandale du Watergate, la commission judiciaire de la Chambre des représentants se prononce pour la mise en accusation de Richard Nixon.
- 1977 : la Villa Ipatiev (à Iekaterinbourg, Russie) est détruite, 59 ans après l'assassinat de la famille impériale et de sa suite.
- 1985 : le président Milton Obote est renversé en Ouganda ; le commandant des forces armées, le général Tito Okello, devient chef de l'État, le 29.
- 1988 : début d'événements politiques en Birmanie. Sein Lwin est nommé président de la Birmanie, il le reste 17 jours.
- 1990 :
  - la Biélorussie proclame sa souveraineté, à la suite de l'Ouzbékistan, le 20 juin, et de l'Ukraine, le 16 juillet.
  - Le président de la République François Mitterrand gracie en France Anis Naccache, l'homme qui avait tenté le premier de tuer l'ancien premier ministre Shapour Bakhtiar du chah d'Iran.

### XXIesiècle
- 2003 : élections législatives au Cambodge. Le PPC, du premier ministre Hun Sen, remporte 73 des 123 sièges en jeu, mais doit composer avec le FUNCINPEC (26 sièges) pour former un nouveau gouvernement.
- 2005 : en Galice, communauté autonome d'Espagne où naquit Franco, fin de l'ère Manuel Fraga, dernière figure éminente du franquisme. Le socialiste Emilio Pérez Touriño, soutenu par une coalition avec le Bloc nationaliste galicien, assume formellement l'exécutif de la communauté.
- 2008 : élections législatives au Cambodge. Le PPC, du Premier ministre Hun Sen, décroche 90 des 123 sièges en jeu, soit 17 de plus que cinq années auparavant...
- 2011 : résolution no 2000 du Conseil de sécurité des Nations unies sur la Côte d'Ivoire.

## Arts, culture et religion
- 1940 : Sortie du court métrage d'animation A Wild Hare de Tex Avery, marquant la naissance de Bugs Bunny.
- 1963 : premier défilé de mode de Courrèges à Paris.

## Sciences et techniques
- 2016 : les communications entre la sonde Rosetta et l’atterrisseur Philae sont définitivement coupées.
- 2017 : il est établi que 56 % de la population européenne peut désormais recevoir un signal en DAB+[1].
- 2018 : la plus longue éclipse lunaire totale du xxie siècle est visible depuis la Terre.

## Économie et société
- 1990 : Citroën arrête la production de la Deux-Chevaux. À 16 h, la dernière sort d'une usine de Mangualde au Portugal. 7 millions d'exemplaires de 2 CV auront été vendus depuis 1949.
- 2002 : un Flanker des Faucons Ukrainiens s'écrase dans l'assistance d'un meeting aérien à Sknyliv y tuant 77 spectateurs parmi lesquels 19 enfants et en blessant plusieurs centaines d'autres.
- 2003 : l'actrice Marie Trintignant en tournage en Lituanie est hospitalisée dans un coma profond à Vilnius après une violente altercation avec son compagnon Bertrand Cantat le chanteur de Noir Désir. Rapatriée en France quatre jours après, elle mourra le lendemain 1er août des suites d'un œdème cérébral.
- 2016 : un attentat de l'État islamique cause au moins 57 morts à Qamichli en Syrie.
- 2024 :
  - au Mali, l'armée et le Groupe Wagner subissent une lourde défaite à Tinzawatène, contre les rebelles du CSP-DPA et les djihadistes du GSIM[2].
  - en Israël, une attaque à la roquette lancée depuis le Liban fait onze morts dans la ville druze de Majdal Shams, sur le plateau du Golan[3].

## Naissances

### XVIIesiècle
- 1625 : Édouard Montagu, officier de marine et homme politique anglais († 7 juin 1672).
- 1667 : Jean Bernoulli, mathématicien et physicien suisse († 1er janvier 1748).

### XVIIIesiècle
- 1740 : Jeanne Barret, exploratrice et botaniste française († 5 août 1807).
- 1768 : Charlotte Corday (Charlotte de Corday d'Armont dite), femme révolutionnaire célèbre pour avoir assassiné le conventionnel montagnard Jean-Paul Marat dans sa baignoire († 17 juillet 1793).
- 1776 : Pierre Daumesnil, général français († 17 août 1832).
- 1784 : George Onslow, compositeur français († 3 octobre 1853).
- 1791 : Rosalie Caron, peintre française († 8 décembre 1860).

### XIXesiècle
- 1801 : George Biddell Airy, astronome britannique († 2 janvier 1892).
- 1824 : Alexandre Dumas (fils), romancier, auteur dramatique et académicien français († 27 novembre 1895).
- 1833 : Thomas George Bonney, géologue britannique († 10 décembre 1923).
- 1848 : Victor Noir (Yvan Salmon dit), journaliste français († 10 janvier 1870).
- 1857 : Dr José Celso Barbosa, médecin, sociologue et chef politique portoricain († 21 septembre 1921).
- 1858 : George Lyon, golfeur canadien, champion olympique en 1904 († 11 mai 1938).
- 1867 : Enrique Granados, compositeur et pianiste espagnol († 24 mars 1916).
- 1870 : Hilaire Belloc, écrivain britannique d'origine française († 16 juillet 1953).
- 1877 : Ernst von Dohnányi, pianiste, chef d'orchestre et compositeur hongrois († 9 février 1960).
- 1882 :
  - Donald Crisp, cinéaste et acteur britannique († 25 mai 1974).
  - Geoffrey de Havilland, concepteur et manufacturier aéronautique britannique, créateur de la de Havilland Aircraft Company († 21 mai 1965).
- 1890 : Ian Alistair Mackenzie, homme politique canadien d’origine écossaise († 2 septembre 1949).
- 1894 : André Jousseaume, cavalier français, double champion olympique († 26 mai 1960).
- 1896 : Frank Lukis, haut commandant de la Royal Australian Air Force († 18 février 1966).
- 1898 : Eugene McCown, peintre, pianiste et auteur américain, figure des Années folles († 23 avril 1966).
- 1899 : Nelly van Doesburg, pianiste, danseuse et artiste néerlandaise († 1er octobre 1975).

### XXesiècle
- 1905 : Leo Durocher, joueur et gérant de baseball américain († 7 octobre 1991).
- 1906 : Herbert Jasper, neurobiologiste et neurologue canadien d’origine américaine († 11 mars 1999).
- 1909 : George Saling, athlète américain, champion olympique du 110 m haies en 1932 († 15 avril 1933).
- 1910 :
  - Julien Gracq, écrivain français († 22 décembre 2007).
  - Lupita Tovar, actrice de cinéma mexicaine († 12 novembre 2016).
- 1912 : Igor Markevitch (Игорь Борисович Маркевич), chef d’orchestre et compositeur ukrainien († 7 mars 1983).
- 1913 : 
  - Gérard Côté, marathonien québécois († 12 juin 1993).
  - Claudio Gora, acteur et réalisateur italien († 13 mars 1998).
- 1914 :
  - Giuseppe Baldo, footballeur italien († 31 juillet 2007).
  - Georges Borgeaud, écrivain suisse de langue française († 6 décembre 1998).
- 1915 : Mario Del Monaco, ténor italien († 16 octobre 1982).
- 1916 : Keenan Wynn, acteur américain († 14 octobre 1986).
- 1917 : Bourvil (André Raimbourg dit), comédien et chanteur français († 23 septembre 1970).
- 1918 : Leonard Rose, violoncelliste américain († 16 novembre 1984).
- 1920 : Olivier Guichard, homme politique français († 20 janvier 2004).
- 1921 : Émile Genest, acteur québécois († 19 mars 2003).
- 1922 : Norman Lear, producteur, scénariste, réalisateur et acteur américain († 5 décembre 2023).
- 1923 : Yahne Le Toumelin, artiste peintre française "surréaliste" puis "abstraite" († 8 mai 1923).
- 1926 : Alexandre Matheron, philosophe français († 7 janvier 2020).
- 1927 : 
  - Georges Folgoas, réalisateur et producteur français de télévision († 3 juillet 2008).
  - Pierre Granier-Deferre, réalisateur français († 16 novembre 2007).
  - Maître Gisèle Halimi (née Zeiza Gisèle Élise Taïeb), avocate, militante féministe et femme politique franco-tunisienne († 28 juillet 2020).
- 1928 :
  - Joseph Kittinger, pilote américain († 9 décembre 2022).
  - Tony Romandini (en), guitariste de jazz, compositeur et arrangeur canadien († 3 juin 2020).
- 1929 : 
  - Jean Baudrillard, philosophe français († 6 mars 2007).
  - Jack Higgins, romancier britannique († 9 avril 2022).
- 1930 : Mildred Davis, écrivaine américaine
- 1931 : Khieu Samphân (ខៀវ សំផន en khmer), homme politique et chef d'État cambodgien, criminel d'État khmer rouge condamné à la prison à vie.
- 1932 : Louise Ebrel-Goadec, chanteuse bretonne traditionnelle († 30 mars 2020).
- 1933 : Nick Reynolds (en), musicien américain du groupe The Kingston Trio († 1er octobre 2008).
- 1934 : Jim Elder, cavalier canadien, champion olympique.
- 1935 : Pierre Massimi, acteur français († 11 octobre 2013).
- 1937 : Don Galloway, acteur américain († 8 janvier 2009).
- 1938 :
  - Isabelle Aubret, chanteuse française.
  - Pierre Christin, scénariste de bandes dessinées français († 2 octobre 2024).
  - Gary Gygax, auteur de jeu de rôle américain († 4 mars 2008).
  - Bernard Tiphaine, acteur français († 19 octobre 2021).
- 1940 : 
  - Harvie Andre (en), ingénieur, homme d’affaires et homme politique canadien († 21 octobre 2012).
  - Pina Bausch (Philippina Bausch dite), danseuse et chorégraphe contemporaine et de danse-théâtre allemande († 30 juin 2009).
- 1942 : Édith Butler, chanteuse canadienne.
- 1943 : 
  - Peter Kent, journaliste et homme politique canadien d'origine britannique, ministre de l'environnement de 2011 à 2013.
  - Ángel Parra, chanteur chilien († 11 mars 2017).
- 1944 :
  - Bobbie Gentry, chanteuse américaine.
  - Bev Oda, femme politique canadienne.
- 1946 : 
  - Francis Berthelot, chercheur en biologie moléculaire et narratologie  puis écrivain et compositeur de musique électroacoustique français.
  - Charles-Henri Flammarion, éditeur français († 9 novembre 2020).
- 1947 : Serge Bouchard, anthropologue, écrivain et animateur de radio canadien († 11 mai 2021).
- 1949 :
  - André Dupont, joueur de hockey sur glace professionnel québécois.
  - Maureen McGovern, chanteuse et actrice américaine.
- 1953 : Carl Béchard, acteur québécois.
- 1956 : Dave Dombrowski, administrateur de baseball américain.
- 1957 :
  - Turai Yar'Adua, femme politique nigériane.
  - Gérald Cyprien Lacroix, cardinal canadien, archevêque de Québec.
  - James Ray, basketteur américain.
- 1958 : Christopher Dean, patineur britannique.
- 1961 :
  - Daniel C. Burbank, astronaute américain.
  - Laurent Bignolas, journaliste et animateur de télévision français.
  - Erez Tal, artiste israélien.
- 1962 : 
  - Benoît Pilon, réalisateur québécois.
  - Neil Brooks, nageur australien, champion olympique.
- 1963 : 
  - Donnie Yen, acteur et chorégraphe d'action hongkongais.
  - Goran Maksimović, tireur sportif serbe, champion olympique.
- 1965 :
  - José Luis Chilavert, footballeur paraguayen.
  - Trifon Ivanov, footballeur international bulgare († 13 février 2016).
  - Wladimir Resnitschenko, épéiste soviétique puis allemand, champion olympique pour l'Allemagne.
- 1966 : Bruno Carabetta, judoka français, médaillé olympique.
- 1967 : 
  - Yannick Jadot, militant écologiste, homme politique français et candidat à l'élection présidentielle de 2022.
  - Sasha Mitchell, acteur américain.
  - Craig Wolanin, joueur de hockey sur glace professionnel américain.
- 1968 :
  - Cliff Curtis, acteur et producteur néo-zélandais.
  - Julian McMahon, acteur australien († 2 juillet 2025).
  - Samuel Matete, athlète zambien spécialiste du 400 m haies.
- 1969 :
  - Patrice Autsai Adriko, homme politique de la république démocratique du Congo.
  - Bryan Fuller, producteur et scénariste américain.
  - « Triple H » (Paul Michael Levesque dit), lutteur américain.
- 1970 :
  - Lee Bentham (en), pilote automobile canadien.
  - Patrick Labbé, acteur québécois.
  - Ness, animatrice française.
  - Nikolaj Coster-Waldau, acteur danois.
- 1971 : Julieta Valero, poétesse espagnole.
- 1972 :
  - Aïdyn Aimbetov, cosmonaute kazakh
  - Bouchra Hraich, actrice et comédienne marocaine.
  - Sheikh Muszaphar Shukor, spationaute malaisien.
  - Clint Robinson, kayakiste australien, champion olympique.
  - Maya Rudolph, actrice américaine.
- 1974 : Kyle Milling, joueur et entraîneur français de basket-ball.
- 1975 : 
  - Ara Abrahamian, lutteur arménien puis suédois.
  - Alex Rodriguez, joueur de baseball américain.
  - Grégoire Colin, acteur français.
  - Taïg Khris, sportif grec.
- 1976 : 
  - Ksenija Klampfer, femme politique slovène.
  - Demis Hassabis, entrepreneur et chercheur britannique en intelligence artificielle, prix nobel de chimie 2024.
- 1977 : Jonathan Rhys-Meyers, acteur irlandais.
- 1978 : Rouhollah Zam, journaliste et opposant iranien réfugié en France, exécuté par le régime des mollahs († 12 décembre 2020).
- 1979 :
  - Sidney Govou, footballeur français.
  - Gürkan Küçüksentürk, acteur néerlandais.
  - Shannon Moore, lutteur américain.
- 1981 : Li Xiaopeng, gymnaste chinois, quadruple champion olympique.
- 1982 : Wolé Parks, acteur américain.
- 1983 : Lorik Cana, footballeur albanais.
- 1984 :
  - Ron Lewis, basketteur américain.
  - Max Scherzer, joueur de baseball américain.
  - Taylor Schilling, actrice américaine.
- 1986 : DeMarre Carroll, basketteur américain.
- 1990 :
  - Indiana Evans, actrice australienne.
  - Glory Johnson, basketteuse américaine.
- 1993 : Jordan Loyd, basketteur américain.
- 1994 : Winnie Harlow, mannequin canadienne.
- 2000 : 
  - Savannah Lee Smith, actrice américaine.
  - Pétros Tsitsipás, joueur de tennis grec.
- 2003 : 
  - Tibor Del Grosso, coureur cycliste néerlandais.
  - Louis Foster, pilote automobile britannique.
- 2005 : Luka Parkadze, footballeur géorgien.
- 2007 : Alyvia Alyn Lind, actrice américaine.

## Décès

### Vesiècle
- 432 : Célestin Ier (Caelestinus, pape a priori sous son nom et le quantième de Ier), religieux italique, 43e pape chrétien de 422 à sa mort, saint catholique fêté les 6 avril (° à une date non connue mais vraisemblablement du IVe siècle).

### XIesiècle
- 1052 : Halinard, archevêque de Lyon (° vers 990).

### XIIIesiècle
- 1276 : Jacques Ier, roi d'Aragon de 1213 à 1276 (° 2 février 1208).

### XIVesiècle
- 1320: Heinrich von Plötzke, maréchal de l'Ordre Teutonique (° 1264).

### XVIesiècle
- 1510 : Giovanni Sforza, condottiere italien (° 5 juillet 1466).
- 1598 : Jacques II de Goyon de Matignon, militaire et un homme politique français, maréchal de France, ancien gouverneur de Guyenne et maire de Bordeaux (° 26 septembre 1525).

### XVIIesiècle
- 1675 : Henri de la Tour d'Auvergne-Bouillon, vicomte de Turenne, maréchal de France (° 11 septembre 1611).

### XVIIIesiècle
- 1759 : Pierre Louis Maupertuis, mathématicien et astronome français (° 28 septembre 1698).
- 1774 : Samuel Gottlieb Gmelin, médecin, naturaliste et explorateur allemand (° 4 juillet 1744).

### XIXesiècle
- 1807 : Pierre Marie Auguste Broussonet, naturaliste français (° 19 janvier 1761).
- 1828 : Radama Ier, souverain du royaume merina, puis premier souverain du royaume de Madagascar (° vers 1793).
- 1844 : John Dalton, chimiste et physicien britannique (° 6 septembre 1766).
- 1886 : 
  - Charles Hugot, peintre français (° 7 février 1815).
  - Elisa Lynch, maîtresse du président paraguayen Francisco Solano López (° 6 mars 1835).
  - Jules Schefer, diplomate français (° 8 août 1830).

### XXesiècle
- 1902 : Gustave Trouvé, ingénieur électricien et inventeur français († 2 janvier 1839).
- 1903 : Édouard Barrera, militaire français (° 17 janvier 1836).
- 1919 : Charles Conrad Abbott, archéologue et naturaliste américain (° 4 juin 1843).
- 1924 : Ferrucio Busoni, pianiste, chef d’orchestre et compositeur italien (° 1er avril 1866).
- 1931 : Jacques Herbrand, mathématicien français (° 12 février 1908).
- 1934 : Hubert Lyautey, homme d'État, maréchal de France et académicien (° 17 novembre 1854).
- 1942 : André Zirnheld, premier officier parachutiste français tué lors de la Seconde Guerre mondiale (° 7 mars 1913).
- 1946 : Gertrude Stein, écrivaine, poète et dramaturge américaine (° 3 février 1874).
- 1947 : Langdon West, réalisateur américain (° 11 janvier 1886).
- 1961 : Lucy Hayes Herron, golfeuse amatrice américaine (° 8 novembre 1877).
- 1965 : Daniel-Rops, écrivain, historien et académicien français (° 19 janvier 1901).
- 1968 : Lilian Harvey, actrice britannique (° 19 janvier 1906).
- 1970 : Antonio de Oliveira Salazar, homme politique portugais, président du Conseil portugais de 1933 à 1968 (° 28 avril 1889).
- 1971 : José Mata, matador espagnol (° 23 juillet 1937).
- 1976 : Lucien Rosengart, homme d'affaires et industriel français (° 11 janvier 1981).
- 1978 : Willem van Otterloo, chef d’orchestre néerlandais (° 27 décembre 1907).
- 1980 : Mohammad Reza Pahlavi (محمدرضا شاه), chah d'Iran de 1941 à 1979 (° 26 octobre 1919).
- 1981 : William Wyler, réalisateur américain (° 1er juillet 1902).
- 1984 : James Mason, comédien britannique (° 15 mai 1909).
- 1988 : Frank Zamboni, inventeur américain (° 16 janvier 1901).
- 1990 : Marcelle Lajeunesse, comédienne et doublure vocale française (° 3 janvier 1924).
- 1992 : Suraya Qadjar, chanteuse soviétique azerbaïdjanaise (° 18 avril 1910).
- 1995 : Miklós Rózsa, compositeur hungaro-américain (° 18 avril 1907).
- 1996 :
  - Jane Drew, architecte britannique (° 24 mars 1911).
  - Elwin Rollins, hockeyeur sur glace canadien (° 9 octobre 1926).
- 1997 :
  - André Giraud, haut fonctionnaire et politique français (° 3 avril 1925).
  - Heinrich Liebe, militaire allemand (° 29 janvier 1908).
  - Vincent Daniel Roth, botaniste et arachnologiste américain (° 12 février 1924).
  - Édouard Will, historien français (° 8 mai 1920).
- 1998 :
  - Binnie Barnes, actrice britannique puis américaine (° 25 mars 1903).
  - Zlatko Čajkovski, footballeur puis entraîneur yougoslave puis croate (° 24 novembre 1923).
  - Elio Augusto Di Carlo, médecin, ornithologue, naturaliste et historien italien (° 2 septembre 1918).
  - Muzz Patrick, hockeyeur sur glace puis entraîneur et dirigeant sportif canadien (° 28 juin 1916).
  - Noël Saint-Germain, homme politique canadien (° 24 décembre 1922).
- 1999 :
  - Louis Déprez, cycliste sur route français (° 6 janvier 1921).
  - Harry 'Sweets' Edison, trompettiste de jazz américain (° 10 octobre 1915).
- 2000 : Zbigniew Żupnik, peintre polonais (°26 mai 1951).

### XXIesiècle
- 2001 : Leon Wilkeson, musicien américain du groupe Lynyrd Skynyrd (° 2 avril 1952).
- 2003 : Bob Hope, comédien américain (° 29 mai 1903).
- 2004 :
  - Roger Colliot, footballeur français (° 2 septembre 1925).
  - Léon Hurez, homme politique belge (° 3 juin 1924).
  - Lisette Lanvin, actrice française (° 3 septembre 1913).
- 2005 : Marten Toonder, auteur de bandes dessinées néerlandais (°2 mai 1912).
- 2006 : Remi Schrijnen, homme politique, ancien volontaire belge de la Légion flamande (° 24 décembre 1921).
- 2007 : Gabriel Cisneros, homme politique espagnol (° 14 août 1940).
- 2008 :
  - Raymonde Allain, Miss France 1927 (° 22 juin 1912).
  - Youssef Chahine (يوسف شاهين), réalisateur, acteur, scénariste et producteur de cinéma égyptien (° 25 janvier 1926).
- 2009 : George Russell, compositeur, pianiste, percussionniste, chef d'orchestre et théoricien du jazz américain (° 23 juin 1923).
- 2010 : André Geerts, dessinateur belge (° 18 décembre 1955).
- 2011 :
  - Hideki Irabu (伊良部 秀輝), joueur de baseball japonais (° 15 mai 1969).
  - Agota Kristof, écrivaine hongroise d'expression française (° 30 octobre 1935).
- 2012 : 
  - Tony Martin, chanteur et acteur américain (° 25 décembre 1913).
  - R. G. Armstrong, acteur américain (° 7 avril 1917).
- 2015 : 
  - Ivan Moravec, pianiste tchèque (° 9 novembre 1930).
  - Avul Pakir Jainulabdeen Abdul Kalam, homme d'État indien (° 15 octobre 1931).
- 2017 : 
  - Michel Durafour, homme politique français (° 11 avril 1920).
  - Sam Shepard (Samuel Shepard Rogers IV dit), acteur, scénariste et réalisateur américain (° 5 novembre 1943).
- 2018 : Ousha bint Khalifa, poétesse émiratie (° 1er janvier 1920).
- 2021 : 
  - Saginaw Grant (en) (Saginaw Morgan Grant), acteur, musicien, danseur, porte-parole et chef héréditaire d'une nationamérindienne  (° 20 juillet 1936).
  - Jean-François Stévenin, acteur et réalisateur français (° 23 avril 1944).
  - Dusty Hill, chanteur et bassiste américain du groupe ZZ Top (° 19 mai 1949).
- 2022 : 
  - Paul Bertrand, prélat français, évêque de Mende de 1989 à 2001 (° 11 juillet 1925).
  - Bernard Cribbins, acteur et chanteur britannique (° 29 décembre 2028).
- 2023 :
  - Ali Ben Salem, militant tunisien des droits de l'homme (° 1931).
  - Pierre Collin, acteur canadien (° 18 juillet 1938).
  - Jean-Marc Juilhard, homme politique français (° 5 février 1940).
  - Paul Lang, hockeyeur sur glace et entraîneur français (° 4 avril 1944).
- 2024 :
  - Georges Berthoin, haut fonctionnaire et diplomate français (° 17 mai 1925).
  - Francis Chouat, homme politique français (° 20 décembre 1948).
  - Jeanne Cressanges, femme de lettres française (° 6 mai 1929).
  - Mariano Haro, athlète de fond espagnol (° 27 mai 1940).
  - Kazuya Hiraide, alpiniste, skieur de randonnée et cameraman professionnel de haute montagne japonais (° 25 mai 1979).
  - Pavel Kuschnir, militant politique, pianiste et écrivain russe (° 19 septembre 1984).
  - Jean Mansir, religieux dominicain français (° 28 février 1929).
  - Mísia, chanteuse portugaise (° 18 juin 1955).
  - Edna O'Brien, romancière, nouvelliste, dramaturge et scénariste irlandaise (° 15 décembre 1930).
  - Wolfgang Rihm, compositeur et essayiste allemand (° 13 mars 1952).
- 2025 : 
  - Wizz Jones (en), guitariste britannique (° 25 avril 1939).

## Célébrations

### Nationales
- Corée du Nord : jour de la victoire dans la grande guerre de libération de la patrie.
- Finlande (Union européenne à zone euro) : Unikeonpäivä / « journée du dormeur » en relation avec les sept Dormants d'Éphèse ci-après (saints chrétiens).
- Lettonie (ibidem) et sa mythologie christianisée : Septiņu gulētāju diena / « journée des Sept Dormants d'Éphèse » plus bas.
- Philippines : Iglesia Ni Cristo Day / « journée de l'Église « Ni Christo » ».
- Porto Rico : José Celso Barbosa Day / « journée de José Celso Barbosa » pour son anniversaire de naissance en 1857 plus haut.

### Religieuse
Christianisme : mémoire des deux Syméon stylites du lectionnaire de Jérusalem, avec des lectures relatives au vieillard Syméon (II Tim. 4, (1-8) ; Lc 2, (22-40) ; voir Sainte Anne la veille 26 juillet.

### Saints des Églises chrétiennes

#### Saints des Églises catholiques et orthodoxes
Référencés ci-après in fine, :
- Anthuse († vers 811) -« Anthuse de Paphlagonie » ou « Anthouse »-, abbesse du monastère de Mantinéon en Paphlagonie ou en Bithynie, fille de Constantin V Copronyme (?), martyre avec 90 moniales.
- Clément († 916) -ou « Clément d'Ohrid »-, premier évêque de Bulgarie, avec Gorazd, Nahum, Sabas et Angelar ou « Angelarij », tous disciples de Cyrille et Méthode les initiateurs d'un alphabet slavon.
- Désiré († 414), évêque de Besançon en Franche-Comté (voir 8 mai et Didier les 23 mai).
- Ecclesius († 532 ou 534) -ou « Ecclesio Celio »-, évêque de Ravenne en Émilie-Romagne, martyrisé sous Théodoric.
- Galactoire († vers 507), évêque de Lescar, en Béarn, martyr par la main de Wisigoths ariens ; date occidentale, fêté le 12 février en Orient[6].
- Nathalie de Cordoue († 852) -ou « Natalie »-, martyre à Cordoue par la main de musulmans sous le calife Abderrahmân II avec son époux Aurèle et leurs compagnons Georges le diacre, Félix et Liliosa ou « Liliose ».
- Pantaléon de Nicomédie († 303 ou 305) -ou « Pantéleimon »-, médecin à la cour de l'empereur Maximien Hercule, anargyre et martyr à Nicomédie.
- Siméon Stylite l'Ancien (+ 459), Ascète en Syrie, fêté le 1er septembre en Orient.

#### Saints et bienheureux des Églises catholiques
référencés ci-après :
- Berthold de Rachez († 1142), moine à Saint-Blaise en Forêt-Noire (Allemagne) puis premier abbé du monastère de Garsten en Styrie (et actuelle Autriche).
- Titus Brandsma (1881 - 1942), prêtre, carme, journaliste, professeur, recteur de l'université catholique de Nimègue, aux Pays-Bas, opposant au nazisme et mort martyr à Dachau en 1942 (fête principale la veille 26 juillet).
- Lucie Bufalari (+ v. 1350), Bienheureuse Oblate de Saint-Augustin
- Guillaume Davies (+ 1593), prêtre et martyr au Pays-de-Galles.
- Maria della Passione Tarallo (+ 1912), Bienheureuse religieuse italienne de l'institut des Sœurs Crucifiées Adoratrices de l'Eucharistie.
- Marie-Clémence de Jésus Crucifié ou Hélène Staszewska (+ 1943), Bienheureuse Martyre ursuline polonaise morte dans le camp d'Auschwitz.
- Marie-Madeleine Martinengo (+ 1736), Bienheureuse religieuse Capucine à Brescia.
- Nevolone (+ 1280), Bienheureux frère lai camaldule.
- Raimond Palmerio (+ 1200), Bienheureux italien.
- Robert Sutton (+ 1588), Prêtre et martyr en Angleterre.

#### Saints orthodoxes
aux dates parfois "juliennes" / orientales :
- Germain de l'Alaska († 1837), moine missionnaire.
- Nicolas de Novgorod († 1392), fol en Christ.
- Joasaph de Moscou (+ 1555), métropolite de Moscou

### Prénoms du jour
Bonne fête aux Nathalie et ses dérivés et variantes : Nat, Natacha (voir 26 août quasiment un mois après), Natalia, Natalie, Natelia, Nathalène, Nathie, Nathy, Natie, Nattie, Naty, Thalia, Thalie, Talie, etc.
Et aussi aux :
- Aurèle (voir mari de Sainte Nathalie plus haut) ;
- aux Félix et sa variante Féliz (voir les 12 février).
- Aux Georges, ses variantes et dérivés : Geordie, Georg, George, Georgio, Giorgio, Jarod ou Jarrod, Joran, Jord, Jordan, Jordi, Jore, Jorge, Jorgi, Jorick, Jorioz, Yerri, Yoran, Yorick, Youra, Youri, Yuri, etc. (voir les 23 avril et la veille 26 juillet, et non pas Yorre plus proche de Thierry les 1er juillet),
- aux Liliane et ses variantes et dérivés : Lilia, Lilian, Liliana, Lilou, Lily, etc.

## Traditions et superstitions

### Dicton
« Les Sept Dormants redressent le temps. »

### Astrologie
Signe du zodiaque : cinquième jour du signe astrologique du lion.

## Toponymie
Plusieurs voies, places, sites ou édifices de pays ou régions francophones contiennent cette date sous diverses graphies : voir Vingt-Sept-Juillet .